# Maria Cederschiöld (journalist)
Hedvig Maria Reddita Cederschiöld, född 29 juni 1856 i Stockholm, död där 19 oktober 1935, var en svensk journalist och kvinnorättsaktivist. Hon var chef för Aftonbladets utrikesavdelning 1909–1921 och den första kvinna i Sverige som blivit utrikeschef på en tidning.

## Tidigt liv
Maria Cederschiöld var dotter till expeditionssekreteraren Gustaf Cederschiöld (1812–1860) i adelsätten Cederschiöld och Elsa Vilhelmina (Mimmy) Borg (1820–1889) samt syster till språkvetaren Gustaf Cederschiöld. De hade också ytterligare tre syskon: bröderna Knut (död 1876) och Robert (död 1887), som båda avled unga, och systern Mimmi, som var utvecklingsstörd. 
Maria Cederschiöld gifte sig aldrig, trots att hon under 1870-talet beskrivs som en uppvaktad skönhet: under sitt besök hos brodern i Lund 1874, där hon var den första kvinnliga student som besökt universitetet, kallades hon "den vackra studentskan" och uppvaktades med körsång av studenterna. Hon ska under en tid ha varit intresserad av Knut Wicksell, men blivit avskräckt av hans radikalism. Som person beskrivs hon som intelligent och omtänksam men mycket reserverad, och hennes privatliv skildras endast indirekt i brodern Gustafs memoarer. Han beskriver henne som begåvad och driftig och vacker som ung, men skriver också att hon var benägen för ett häftigt temperament i enrum, och klagade på att hon, då han ordnat en plats åt henne som guvernant i stället för universitetsstudier som hon egentligen hade önskat, hade brustit i gråt. Syskonen turades om att ta hand om systern Mimmi efter moderns död, men deras relation var ansträngd, och Maria tycks ha stått närmast de båda bröder som dött unga, särskilt Robert, vars död hon tog mycket hårt. 
Maria Cederschiöld studerade vid Statens normalskola för flickor 1864–1870, vid Wallinska flickskolan 1872–1874, och avlade studentexamen vid Stockholms Gymnasium som privatist den 19 maj 1874. Hon var en av fyra flickor som då fick avlägga examensförhöret i samma klassrum som de manliga gymnasisterna, och fick efteråt beskedet att samtliga flickor hade fått med beröm godkänt, medan ingen av pojkarna fick mer än godkänt. Samma kväll fick var och en av flickorna uppvaktning av en dubbelkvartett manliga studenter som sjöng en serenad utanför deras fönster.

## Tidigt yrkesliv
Hon tog studenten samtidigt som Ellen Fries, som skulle förbli en livslång vän. Till skillnad från denna fortsatte hon aldrig till universitetsstudier. Hennes mor hade knappa ekonomiska medel efter faderns död – familjen var bosatt hos mormodern – och även om det sågs som nödvändigt att yrkesarbeta, betraktades det inte som nödvändigt att bekosta en längre utbildning, trots att hon hade velat få en sådan. Studentexamen var under denna tid ännu ovanlig för kvinnor och uppfattades som en merit för en guvernant, särskilt som det då hade börjat ställas krav på formell utbildning för sådana och Högre lärarinneseminariet inte kunde fylla behovet. Efter ett misslyckat försök att skaffa henne en tjänst som kontorist på Enskilda Banken i Stockholm, blev hon guvernant hos familjen Widegren på Ingsberg vid Nässjö, där hon arbetade 1874–1876. Följande år översatte hon "de Rhielska novellerna" från tyskan, något brodern erkänner i sina memoarer, men som han då själv stod som översättare till. Mellan 1877 och 1884 var hon lärare vid Wallinska flickskolan, ett yrke hon vantrivdes i. 

## Journalistkarriär
4 november 1884 anställdes Maria Cederschiöld på Aftonbladets utrikesavdelning. Hon fick tjänsten delvis tack vare sin vän Anna Hierta-Retzius, som då var en ledande kvinnorättsaktivist och omtalades som "professorskan som regerade Aftonbladet" genom sin aktiemajoritet och genom sin make som 1884–1887 var dess chef. Hon gjorde översättningar, skrev om utrikesfrågor och recenserade skönlitteratur. Hennes samarbete med utrikeschefen Ernst Wallis beskrevs som gott. Aftonbladet växlade under denna tid från att under 1880-talet ha varit liberal, till att sedan bli konservativ. Cederschiöld tog dock inte politisk ställning i det avseendet. Cederschiöld blev så småningom chef för tidningens utrikesredaktion, den första kvinna i Sverige i den tjänsten. Tidpunkten för detta är diffus, och både 1909 och 1915 har uppgetts. Orsaken är troligen att titeln "chef" vid denna tid inte användes för någon annan än tidningschefen själv och titeln alltså inte fanns rent formellt. Hennes företrädare i posten, Ernst Wallis, gick i pension 1909, men arbetade fram till 1915 som frilansare i sitt gamla kontor, vilket gjorde att hon troligen undvek att använda titeln av respekt. Från 1909 hänvisades dock alla utrikes ärenden enligt direktionens order direkt till Cederschiöld. Hon gick i pension 30 september 1921. Hon förlorade sin pension då Torsten Kreuger köpte tidningen, och tillbringade sina sista år på sjukhem. 
Som karriärjournalist var hon en kvinnlig pionjär i Sverige, även om hon inte var dess första kvinnliga journalist. I en artikel i Journalisten från 1918 beskrev hon att hennes första tid i yrket inte alls var så svår som den senare blev, eftersom "emancipationen" under 1880-talet var på modet även bland män och inte så provocerande som den blev senare, " då verkningarna av Strindbergs kvinnohat läto känna sig. Kampen för tillvaron och konkurrensen var heller inte så skarp, som den senare blivit. De kvinnliga pionjärerna omfattades i allmänhet av sympati och intresse, även av männen, kanske därför att de ansågo dem på det hela ofarliga som konkurrenter". Hon blev medlem i Publicistklubben 1911.

## Samhällsaktivism
Maria Cederschiöld var aktiv inom kvinnorörelsen både nationellt och internationellt. Hon var 1884–1900 sekreterare och 1909–1919 vice ordförande i Svenska kvinnors nationalförbund, och deltog som dess representant i många internationella kongresser. Hon författade det upprop för kvinnlig rösträtt  undertecknat av 4154 namn som år 1902 sändes till riksdagen av Fredrika Bremer-Förbundet, och skrev 1903 den rapport om tillståndet för kvinnors rättigheter i Sverige, Report on the National Council of Women in Sweden, som sändes till styrelsemötet för The International Council of Women in Dresden. Hon närvarade vid kongresser i London 1899, Paris (tillsammans med Hilda Sachs) 1900, Berlin 1904, och styrelsemöten i Dresden 1904 och Berlin 1912. 
Hon var ledamot av sällskapet Nya Iduns nämnd 1889–1896, sekreterare i Föreningen för gift kvinnas äganderätt 1892–1895, revisor i Föreningen för sjukvård i fattiga hem 1908-35, sekreterare i styrelsen för Klara församlingsbibliotek 1914–1935 och revisor i Klara församlings skyddsförening 1921–1935.